# 広瀬神社 (三島市)
広瀬神社（ひろせじんじゃ）は、静岡県三島市の楽寿園内にある神社。

## 概要
三島駅の南隣りにある楽寿園の南部、小浜池（こはまいけ）の中島である「みや島」の東部に祠が再建された形で鎮座している。
式内社である広瀬神社の論社であり、『伊豆国神階帳』の「従一位 広瀬明神」にも比定されているが、古代に三嶋大社が国府があった現在地へと北遷されたのに合わせて、現・伊豆の国市（大仁）にある広瀬神社の分社・遥拝所として創建されたと説明されることが多い。
現在楽寿園や三島駅がある一帯は、かつては小浜山（こはまやま）と呼ばれる社寺地であり、そこに愛染院（廃寺）や浅間神社（伊豆国三宮 (後に二宮)）と共に、伊豆国四宮として鎮座しており、三嶋大社の元摂社であった。
明治以降の周辺開発や明治23年（1890年）に現・楽寿園に小松宮別邸が築かれるなどする中、一時的に隣接地の浅間神社境内に遷座するなどしつつ、昭和27年（1952年）に楽寿園が公営公園となった際に、園内に再建された。

## 祭神
- 不詳